# Lily Brett
Lily Brett, nata Lilijahne Brajtsztajn (Feldafing, 5 settembre 1946), è una scrittrice e poetessa australiana.

## Biografia
Lilijahne Brajtsztajn è nata da Max e Rose Brett, due sopravvissuti al Ghetto di Łódź e al Campo di concentramento di Auschwitz, in un campo di persone scomparse a Feldafing, in Baviera.
Trasferitasi con la famiglia a Melbourne nel 1948, è cresciuta nella comunità ebrea di Carlton.
Durante gli anni giovanili ha lavorato come giornalista e critico musicale per riviste e programmi televisivi seguendo importanti manifestazioni musicali come il Festival di Monterey nel 1967.
Ha esordito in ambito letterario con la raccolta di versi The Auschwitz poems e in seguito ha pubblicato saggi, racconti e romanzi partendo spesso da spunti autobiografici quali l'esperienza dell'Olocausto, la vita da espatriata e i rapporti con i genitori.
Tra i riconoscimenti ottenuti, l'ultimo in ordine di tempo è stato il Prix Médicis étranger nel 2014 per il romanzo Lola Bensky.

## Opere

### Romanzi
- Things Could Be Worse (1990)
- What God Wants (1992)
- Just Like That (1994)
- Too Many Men (2001)
- You Gotta Have Balls (2005)
- Lola Bensky (2013), Roma, Edizioni e/o, 2015 traduzione di Silvia Castoldi ISBN 978-88-6632-675-5.

### Racconti
- Luba (1988)
- Collected Stories (1999)

### Saggi
- In Full View (1997)
- New York (2001)
- Between Mexico and Poland (2002)
- Only in New York (2014)

### Poesia
- The Auschwitz poems (1986)
- Poland and other poems (1987)
- After the war: poems (1990)
- Unintended Consequences (1992)
- In Her Strapless Dresses (1994)
- Mud in My Tears (1997)
- Poems by Lily Brett (2001)
- Blistered Days (2007)
- Liebesgedichte (2008)
- Wenn Wir Bleiben Könnten (2014)

## Premi e riconoscimenti
- Newcastle Poetry Prize: 1986 vincitrice con Poland and other poems
- New South Wales Premier's Literary Awards: 1995 vincitrice con Just Like That
- Prix Médicis étranger: 2014 vincitrice con Lola Bensky